# شريف إكرامي
شريف إكرامي أحمد (مواليد 10 يوليو 1983) لاعب كرة قدم مصري في مركز حراسة المرمى ويلعب حاليًا لنادي بيراميدز، وهو شريف نجل إكرامي الشحات حارس مرمى النادي الأهلي السابق وشقيق الراحل أحمد إكرامي حارس مرمى النادي الأهلي ونادي الترسانة سابقًا.

## مسيرته الكروية

### مع الأندية
انضم إلى النادي الأهلي ضمن فريق الناشئين وتدرج معه حتى لعب مع الفريق الأول موسم 2004–2005 ، ثم سافر عام 2008 للعب مع فريق أنقرة لمدة عام. وفي عام 2009 انتقل للانضمام إلى صفوف فريق نادي فينورد الهولندي، ثم عاد إلى مصر عبر بوابة نادي الجونة ليعود مجددًا إلى بيته ويستقر مع النادي الأهلي منذ عام 2010.
في 2020 انضم إلى نادي بيراميدز.

### مع المنتخب
شارك إكرامي على المستوى الدولي مع منتخب مصر للشباب في كأس العالم عام 2001 ، ثم كان الحارس الأساسي في البطولة التالية عام 2003 والتي فاز من خلالها بجائزة أفضل حارس مرمى في البطولة، وهو حاليًا من الحراس الأساسيين للمنتخب الأول، وكانت أول مشاركة له مع المنتخب الأول كانت ضد منتخب الأوروغواي في 16 أغسطس 2006 بالإسكندرية.

## إحصائيات مشاركاته
آخر تحديث في 27 يونيو 2018

### مع الأندية
| الفريق         | الموسم    | الدوري  | الدوري | الكأس   | الكأس | البطولات القارية | البطولات القارية | بطولات أخرى | بطولات أخرى | الإجمالي | الإجمالي |
| الفريق         | الموسم    | مشاركات | أهداف  | مشاركات | أهداف | مشاركات          | أهداف            | مشاركات     | أهداف       | مشاركات  | أهداف    |
| -------------- | --------- | ------- | ------ | ------- | ----- | ---------------- | ---------------- | ----------- | ----------- | -------- | -------- |
| الأهلي         | 2003–2004 | 2       | 0      | 0       | 0     | 0                | 0                | —           | —           | 2        | 0        |
| الأهلي         | الإجمالي  | 2       | 0      | 0       | 0     | 0                | 0                | —           | —           | 2        | 0        |
| فينورد روتردام | 2005–2006 | 3       | 0      | 0       | 0     | 0                | 0                | —           | —           | 3        | 0        |
| فينورد روتردام | 2006–2007 | 3       | 0      | 0       | 0     | 0                | 0                | —           | —           | 3        | 0        |
| فينورد روتردام | 2007–2008 | 1       | 0      | 0       | 0     | 0                | 0                | —           | —           | 1        | 0        |
| فينورد روتردام | الإجمالي  | 7       | 0      | 0       | 0     | 0                | 0                | —           | —           | 7        | 0        |
| الجونة         | 2009–2010 | 9       | 0      | 0       | 0     | —                | —                | —           | —           | 9        | 0        |
| الجونة         | الإجمالي  | 9       | 0      | 0       | 0     | —                | —                | —           | —           | 9        | 0        |
| الأهلي         | 2009–2010 | 7       | 0      | 5       | 0     | 9                | 0                | 1           | 0           | 22       | 0        |
| الأهلي         | 2010–2011 | 7       | 0      | 2       | 0     | 0                | 0                | —           | —           | 9        | 0        |
| الأهلي         | 2011–2012 | 14      | 0      | 0       | 0     | 15               | 0                | 3           | 0           | 32       | 0        |
| الأهلي         | 2012–2013 | 15      | 0      | 0       | 0     | 15               | 0                | 2           | 0           | 32       | 0        |
| الأهلي         | 2013–2014 | 22      | 0      | 3       | 0     | 15               | 0                | 1           | 0           | 41       | 0        |
| الأهلي         | 2014–2015 | 18      | 0      | 4       | 0     | 13               | 0                | 1           | 0           | 36       | 0        |
| الأهلي         | 2015–2016 | 26      | 0      | 0       | 0     | 4                | 0                | 1           | 0           | 31       | 0        |
| الأهلي         | 2016–2017 | 30      | 0      | 2       | 0     | 14               | 0                | 0           | 0           | 46       | 0        |
| الأهلي         | 2017–2018 | 7       | 0      | 0       | 0     | 0                | 0                | 0           | 0           | 7        | 0        |
| الأهلي         | الإجمالي  | 146     | 0      | 16      | 0     | 85               | 0                | 9           | 0           | 256      | 0        |

### مع النادي الأهلي
آخر تحديث في 27 يونيو 2018
| الدوري  | الدوري | الكأس   | الكأس | كأس السوبر | كأس السوبر | الكئوس الأفريقية | الكئوس الأفريقية | الكئوس العالمية | الكئوس العالمية | الكئوس العربية | الكئوس العربية | المجموع الكلي | المجموع الكلي |
| مشاركات | أهداف  | مشاركات | أهداف | مشاركات    | أهداف      | مشاركات          | أهداف            | مشاركات         | أهداف           | مشاركات        | أهداف          | مشاركات       | أهداف         |
| ------- | ------ | ------- | ----- | ---------- | ---------- | ---------------- | ---------------- | --------------- | --------------- | -------------- | -------------- | ------------- | ------------- |
| 148     | 0      | 16      | 0     | 5          | 0          | 85               | 0                | 4               | 0               | 0              | 0              | 258           | 0             |

### الاحصائيات الدولية
الإحصائيات دقيقة اعتبارًا من المباراة التي لعبت 15 يونيو 2018.
| مصر      | مصر       | مصر     |
| عام      | المشاركات | الاهداف |
| -------- | --------- | ------- |
| 2006     | 1         | 0       |
| 2012     | 2         | 0       |
| 2013     | 9         | 0       |
| 2014     | 4         | 0       |
| 2015     | 1         | 0       |
| 2016     | 1         | 0       |
| 2017     | 4         | 0       |
| 2018     | 1         | 0       |
| الاجمالى | 23        | 0       |

## الألقاب

### الأندية

#### الأهلي
- الدوري المصري الممتاز (7 مرات): 2009–2010 ، 2010–2011 ، 2013–2014 ، 2015–2016 ، 2016–2017 ، 2017–2018 ، 2018–2019
- كأس مصر (مرة واحدة): 2017
- كأس السوبر المصري (5 مرات): 2010 ، 2012 ، 2014 ، 2015 ، 2018
- دوري أبطال أفريقيا (ثلاث
- ): 2012 ، 2013،2025
- كأس الاتحاد الأفريقي (مرة واحدة): 2014
- كأس السوبر الأفريقي (مرتان): 2013 ، 2014
- بيراميدز
- كأس مصر 2024
- دوري ابطال افريقيا2025

### المنتخب
- بطولة أفريقيا لكرة القدم للشباب (مرة واحدة): 2003

## أرقام قياسية
في 18 ديسمبر 2016 نجح شريف إكرامي في كسر رقم قياسي مسجل باسم أحمد الشناوي ، وذلك في عدد دقائق الحفاظ على نظافة الشباك، وعدم استقبال أهداف في الدوري ؛ بعد أن حافظ على نظافة شباكه لمدة 80 دقيقة في مباراة الأهلي والمصري ، ليصل إلى 733 دقيقة دون استقبال أهداف، ليكسر رقم أحمد الشناوي الذي يمتلك 730 دقيقة، وأيضًا كسر الرقم المسجل باسم حارس الأهلي أيمن طاهر مدرب حراس مرمى الزمالك، والذي يمتلك 711 دقيقة بشباك نظيفة.

## روابط خارجية
- شريف إكرامي على موقع الاتحاد الدولي (مؤرشف)  (الإنجليزية)
- شريف إكرامي على موقع الاتحاد الأوربي (الإنجليزية)
- شريف إكرامي على موقع قاعدة بيانات كرة القدم.إي يو (الإنجليزية)
- شريف إكرامي على موقع ناشيونال فوتبول تيمز (الإنجليزية)
- شريف إكرامي على موقع Soccerway.com (الإنجليزية)